# 치바 유리코
치바 유리코(千羽 由利子, 1967년 3월 9일 ~ )는 애니메이터이자 캐릭터 디자이너이다. 주요 캐릭터 디자인 중 일부는 애니메이션 쇼 투하트 (비디오 게임), 피규어 17, 플라네테스 및 세이크리드 세븐을 위한 작업이었다. 애니메이션 연출로는 코드기어스, 투하트 (비디오 게임) 등을 작업했다.

## 작품
- WHITE REFLECTION - TWO-MIX
- 투하트 (비디오 게임)
- 피규어 17
- 플라네테스
- 코드기아스
- 기동전사 건담 UC
- 세이크리드 세븐
- 순결의 마리아